# The Waylanders
Pour les articles homonymes, voir Waylander (homonymie).
The Waylanders est un jeu vidéo de rôle à venir développé par l'équipe espagnole Gato Studio. Son lancement est prévu sur Microsoft Windows en 2021. Situé dans le royaume mythologique de Kaltia (basé sur la Galice, mélangeant la mythologie galicienne et celtique), le jeu met le joueur dans le rôle d'un guerrier, gardien, explorateur, mage, guérisseur ou voyou de la part d'un humain, un mouro, un Fomoires ou un loup-garou. En plus de choisir la classe et la race du personnage, les joueurs peuvent marquer leur origine en choisissant soit en tant que soldat celtique, druide celtique, égyptien, diplomate Moure, protecteur Moure, mercenaire Ares hound, loup alpha ou esclave. Le jeu est joué à partir d'une perspective à la troisième personne qui peut être déplacée vers une perspective descendante. Tout au long du jeu, les joueurs rencontrent divers compagnons, qui jouent des rôles majeurs dans l'intrigue et le gameplay du jeu.
Le jeu est inspiré de Baldur's Gate et Dragon Age: Origins,, et sortira sur Steam "Early Access" vers l'été 2020.

## Système de jeu
The Waylanders est un jeu de rôle joué du point de vue d'une troisième personne et d'une vue isométrique. Il s'agit d'un jeu de combat en temps réel avec option de pause tactique. Le mode bataille a 12 formations de combat différentes.